# Känozoisches Eiszeitalter
Das Känozoische Eiszeitalter ist das gegenwärtige Eiszeitalter, das Eiszeitalter des Känozoikums (Erdneuzeit) in Abgrenzung zu den Eiszeitaltern des Paläozoikums und des Präkambriums. Sein Beginn korrespondiert mit der allmählichen Vergletscherung der Antarktis vor rund 34 Millionen Jahren. Vor etwa 2,7 Millionen Jahren setzte auch die verstärkte Eisbildung in der Arktis ein. Ab dieser Zeit wechseln sich (längere) Kaltzeiten (Glaziale) mit (kürzeren) Warmzeiten (Interglaziale) ab.
Das Quartäre Eiszeitalter ist der jüngste Abschnitt des Känozoischen Eiszeitalters. Er umfasst das Quartär ab 2,588 Millionen Jahre vor heute und ist gekennzeichnet durch die Bildung ausgedehnter kontinentaler Eisschilde in der gesamten nördlichen Hemisphäre während dieser Zeit.

## Entstehung des antarktischen Eisschilds

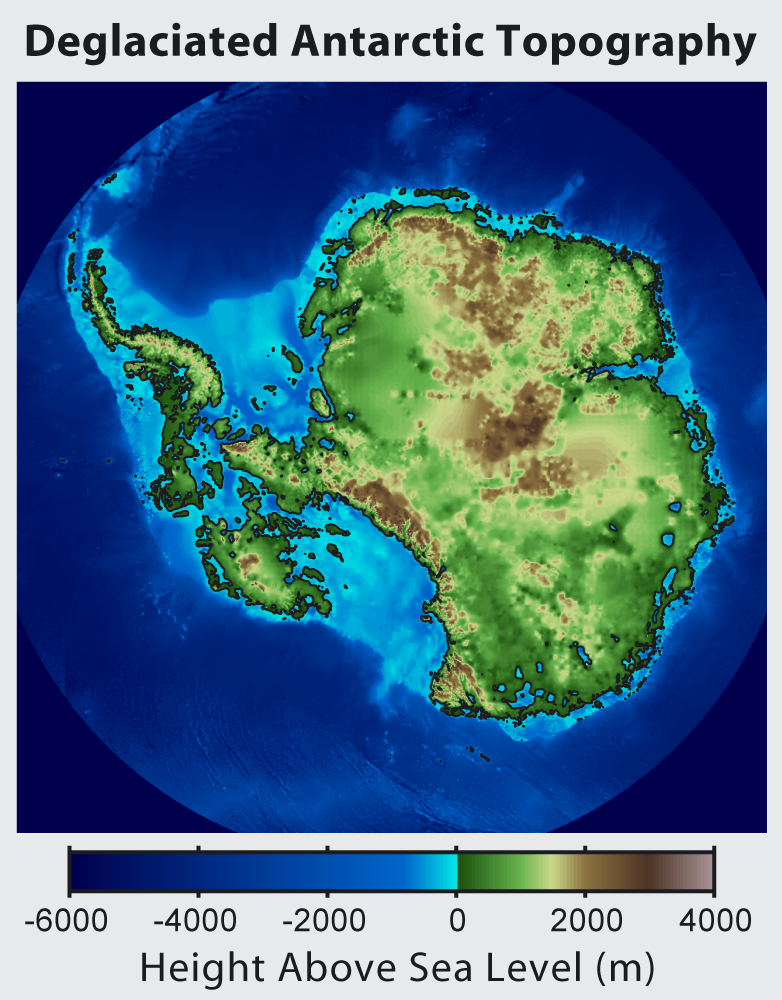
Topographische Karte von Antarktika ohne Eisbedeckung. Berücksichtigt sind die isostatische Landhebung sowie der erhöhte Meeresspiegel, die Darstellung entspricht ungefähr der Situation vor 35 Mio. Jahren.

Nach den Wärmeanomalien und dem Klimaoptimum des frühen Eozäns (etwa 56 bis 49 mya) trat in der Antarktis vor 41 Millionen Jahren erstmals eine deutliche, aber zeitlich begrenzte Abkühlungsphase auf. Ausgeprägter gestalteten sich die Klimaschwankungen während des Eozän-Oligozän-Übergangs vor 33,9 bis 33,7 Millionen Jahren. Ein wesentlicher Faktor dieser Veränderung war die Entstehung der heute etwa 480 Seemeilen breiten Drakestraße, die den Atlantik mit dem Pazifischen Ozean verbindet. Bis in das spätere Eozän existierte zwischen Antarktika und Südamerika eine zunehmend fragiler werdende Landverbindung, ehe sich die Drakestraße allmählich öffnete. Dadurch entstand im Südpolarmeer die stärkste Meeresströmung der Erde, der antarktische Zirkumpolarstrom, der Antarktika von nun an im Uhrzeigersinn umkreiste, den Kontinent von der Zufuhr wärmeren Meerwassers abschnitt und möglicherweise eine direkte Wirkung auf den weltweiten Abkühlungsprozess ausübte.
Im Rahmen der Grande Coupure (des „Großen Einschnittes“) kam es zu einem großen Artensterben, das mit einem markanten Temperaturrückgang an Land und in den Weltmeeren verknüpft war. Betroffen von dem raschen Klimawandel und dessen Folgen waren im europäischen Raum etwa 60 Prozent der eozänen Säugetiergattungen. Auf globaler Ebene sank die Temperatur der Ozeane bis in tiefere Regionen um 4 bis 5 °C, und der Meeresspiegel sank innerhalb relativ kurzer Zeit um etwa 30 Meter. Auffällig in dem Zusammenhang ist der steile Abfall des atmosphärischen CO2-Gehalts. Erreichte dieser gegen Ende des Eozäns noch Werte von 700 bis 1.000 ppm, verringerte sich dieses Level abrupt um etwa 40 Prozent (und lag eventuell für einen erdgeschichtlich sehr kurzen Zeitraum noch tiefer). Die bei einem CO2-Schwellenwert um 600 ppm einsetzende Vereisung des südpolaren Festlands vor 33,7 Millionen Jahren, zum Teil beeinflusst und beschleunigt von den veränderlichen Erdbahnparametern, markiert den Beginn des Känozoischen Eiszeitalters. Auch in der Nordpolarregion konnte parallel dazu eine deutliche Abkühlung festgestellt werden. Funde von Dropstones belegen die zeitweilige Existenz von grönländischem Kontinentaleis. Zusätzlich wird angenommen, dass der lange Zeit isolierte Arktische Ozean nach einem Übergangsstadium als Brackwassermeer im frühen Oligozän (≈ 32 mya) mit dem Einströmen von salzhaltigem Nordatlantikwasser Anschluss an die globale Meereszirkulation fand.

### Entwicklung im Miozän und Pliozän
Der vor rund 34 Millionen Jahren verstärkt einsetzende Abkühlungstrend, gekoppelt mit einer allmählichen Reduzierung des atmosphärischen Kohlenstoffdioxids, verlief nicht linear, sondern wurde zuerst von einer Erwärmungsphase im späten Oligozän und anschließend von einem Klimaoptimum im Miozän vor rund 17 bis 15 Millionen Jahren unterbrochen. In dieser Zeit begann die Ausbreitung der an aride Bedingungen angepassten C4-Pflanzen (vor allem Gräser), die für die Photosynthese erheblich weniger Kohlenstoffdioxid benötigen als C3-Pflanzen. Auf dem Höhepunkt des miozänen Klimaoptimums stieg der CO2-Gehalt von 350 ppm am Beginn des Miozäns auf 500 ppm (nach anderen Quellen auf über 600 ppm).
Im Zuge der weltweiten und mit ariden Bedingungen verknüpften Erwärmung, an der wahrscheinlich massive CO2-Ausgasungen des Columbia-Plateaubasalts maßgeblich beteiligt waren, wurden die Wald-Habitate zurückgedrängt, und an ihre Stelle traten Steppen- und Graslandschaften. Gleichzeitig verloren die damaligen Antarktisgletscher einen Teil ihrer Masse, ohne jedoch ganz abzuschmelzen. Simulationen unter Einbeziehung des damaligen CO2-Levels deuten darauf hin, dass die Kernbereiche des Ostantarktischen Eisschilds von der Erwärmung im Mittleren Miozän kaum betroffen waren. Unter dem Einfluss starker Erosions- und Verwitterungsprozesse sank die CO2-Konzentration gegen Ende des Optimums vor 14,8 Millionen Jahren wieder auf 350 bis 400 ppm, und es begann eine kühlere Klimaphase mit einer erneuten Zunahme der antarktischen Inlandsvereisung. Dennoch lagen vor 14 bis 12,8 Millionen Jahren die Temperaturen in dieser Region 25 °C bis 30 °C über den gegenwärtigen Werten, ehe der Kontinent von einem Kälteeinbruch erfasst wurde.
Obwohl die Globaltemperatur über große Teile des Pliozäns 2 bis 3 °C über dem vorindustriellen Niveau lag, erreichte der Antarktische Eisschild im Verlauf der Epoche seine heutige Ausdehnung von 14 Millionen km². In der Folgezeit und verstärkt seit Beginn des Quartären Glazials nahm die Masse der Eisbedeckung ständig zu, bis zu einer Mächtigkeit von stellenweise 4.500 Metern.
Laut neueren Analysen unterscheidet sich das Känozoische Eiszeitalter – und in diesem Rahmen speziell die Quartäre Kaltzeit – im Hinblick auf die Dynamik von Kohlenstoffkreislauf und Klimaentwicklung erheblich von den vorhergehenden und weitgehend linear verlaufenden Warmklimaphasen. Die komplexe Struktur des „Eishauszustands“ dürfte dagegen einen starken Einfluss der Kryosphäre widerspiegeln und somit auf den relativ raschen Schwankungen des polaren Eisvolumens beruhen.

## Vergletscherung der Arktis

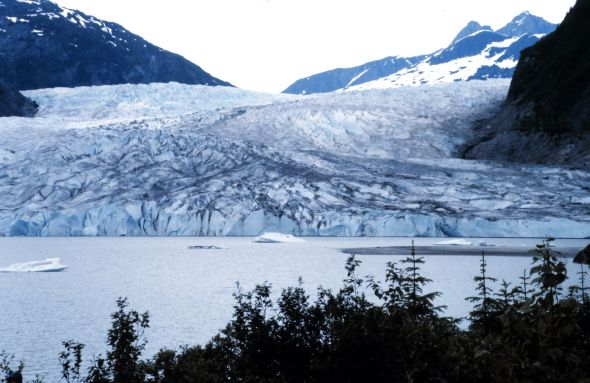
Der Mendenhall-Gletscher in Alaska

Seit dem Eozän entstanden auf Grönland sporadisch mehr oder minder umfangreiche Eiskappen. Eine intensive Phase der arktischen Vergletscherung einschließlich der Bildung und Ausbreitung des grönländischen Eisschilds begann vor etwa 2,7 Millionen Jahren. Die vollständige Schließung der Landenge von Panama vor 2,76 Millionen Jahren bewirkte die Umlenkung warmer Meeresströmungen nach Norden und damit die Entstehung des Golfstroms mit einer Erhöhung der Luftfeuchtigkeit in den arktischen Regionen. In der neueren Fachliteratur spielen der Isthmus von Panama und der damit verbundene Einfluss des Golfstroms lediglich als Nebeneffekt eine Rolle. Überwiegend wird davon ausgegangen, dass die zunehmende arktische Vergletscherung während des Pliozän-Quartär-Übergangs auf einem deutlichen Rückgang der globalen CO2-Konzentration beruht.
Die nunmehr verstärkt einsetzende globale Abkühlung führte zu einer Reduzierung der Waldbestände, die auf wärmere Refugialräume zurückgedrängt wurden. An die Stelle der Waldhabitate der gemäßigten Zone traten Steppen- und Graslandschaften, während sich Savannen in den subtropischen Gebieten ausbreiteten. Aufgrund dieser Fragmentierung der Lebensräume entstanden im Faunenbereich neue Arten und Unterarten (siehe auch Artbildung). Die scheinbar ungünstigeren Lebensbedingungen während der Kaltzeitphasen bewirkten neue evolutionäre Entwicklungen mit einer Zunahme der Biodiversität in den folgenden wärmeren Perioden.

## Struktur des aktuellen Eiszeitalters
Innerhalb des Känozoischen Eiszeitalters wechselten relativ warme mit sehr kalten Abschnitten. Die Kältephasen (Kaltzeiten bzw. Glaziale) sind durch massive Gletschervorstöße gekennzeichnet. Sie sind deutlich länger als die Wärmephasen (Warmzeiten oder Interglaziale), die durchschnittlich nur rund 15.000 Jahre dauern. Warmzeiten benötigen häufig eine sehr kurze „Anlaufzeit“, während ein Abkühlungsprozess eher schleichend erfolgt.
Aktuell dauert ein Kaltzeitzyklus etwas mehr als 100.000 Jahre und ist damit nach übereinstimmender wissenschaftlicher Meinung an die gleich langen Veränderungen der Erdumlaufbahn (Exzentrizität) gekoppelt. Diese Periode trat in voller Ausprägung erstmals im frühen Mittelpleistozän vor rund 700.000 Jahren auf. Vorher – das heißt ab dem Beginn des Quartärs (2,6 mya) – betrug die Zyklusdauer lediglich 41.000 Jahre und korrelierte zu dieser Zeit mit den Schwankungen der Erdrotationsachse. Zu den Gründen dieses „Umspringens“ auf einen längeren Warm-Kalt-Zyklus wurden bis vor Kurzem nur Mutmaßungen geäußert. Eine im März 2019 veröffentlichte Studie, basierend auf der Analyse von Sedimentbohrkernen, postuliert als Hauptursache eine signifikante Abschwächung der Tiefenwasserzirkulation vor allem in den subpolaren Regionen des Südlichen Ozeans, wodurch im Vergleich zur Gegenwart 50 Prozent weniger Kohlenstoffdioxid aus der Tiefsee an die Meeresoberfläche und von dort in die Atmosphäre gelangte. Aufgrund der reduzierten CO2-Ausgasung verlängerten sich die Kaltzeitbedingungen, selbst wenn die Konstellation der Orbitalparameter den Beginn einer Erwärmungsphase signalisierte. Ein zusätzlicher Aspekt dieser Entwicklung war die zunehmende Ausdehnung und Stabilität der kontinentalen Eisschilde, die während der relativ kurzen Warmzeiten nur einen Teil ihrer Masse einbüßten.

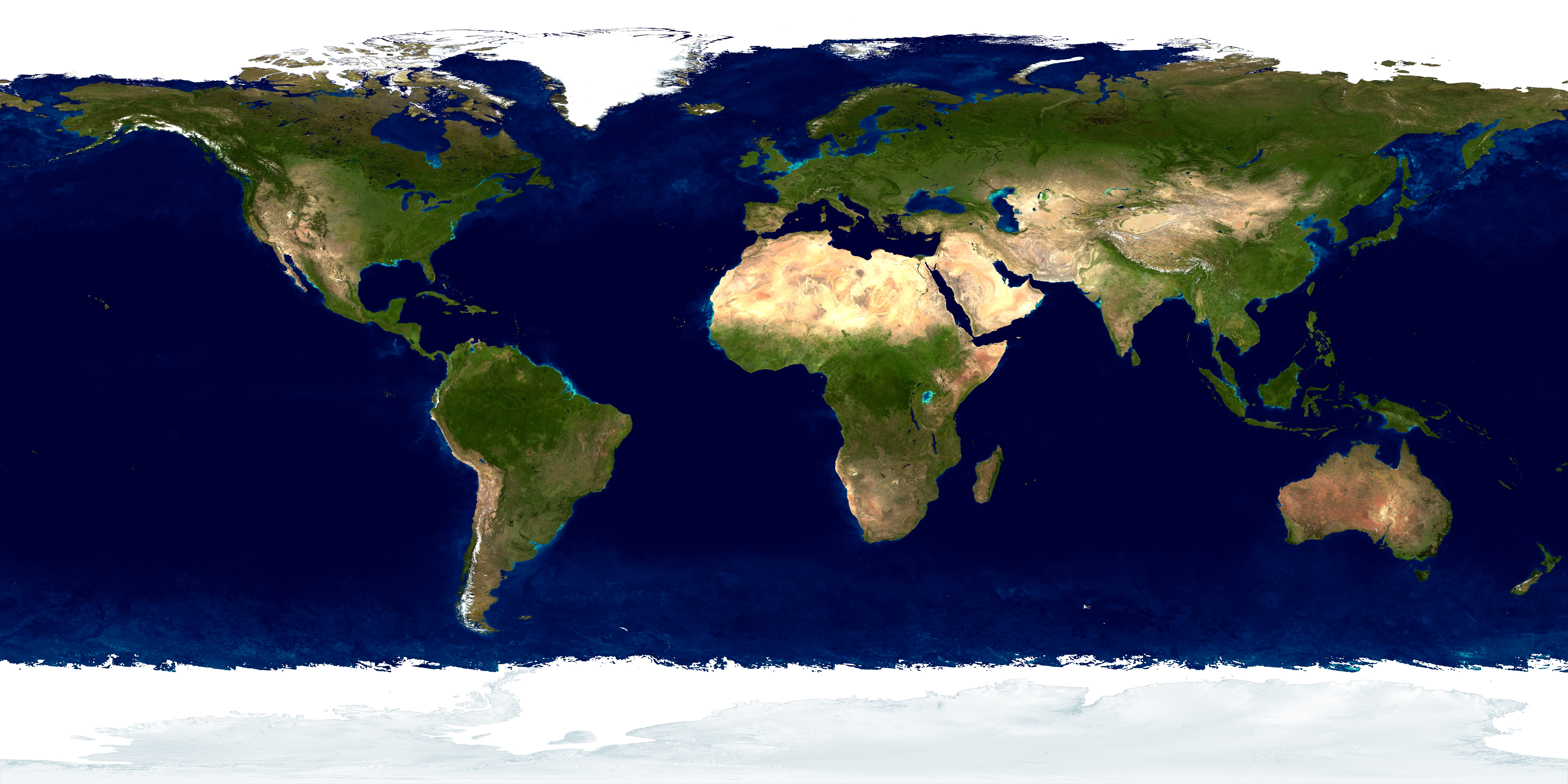
Die derzeitige Vergletscherung der Erde an beiden Polen (mit Meereis)

Das aktuelle Interglazial, in der geologischen Zeitskala als Holozän bezeichnet, ist die jüngste Warmzeit des Känozoischen Eiszeitalters, mit einer bisherigen Dauer von etwa 11.700 Jahren. Auch in den Wärmephasen eines Eiszeitalters verharrt das Klima im erdgeschichtlichen Vergleich auf einem relativ kühlen Niveau. Die Eisbedeckung der Polarregionen und Hochgebirge bleibt meistens bestehen, Gletschervorstöße bis in mittlere Breiten werden aber zurückgebildet, und es kommt in diesen Gebieten zu einem deutlich gemäßigten Klima mit milderen Wintern.
Für die letzten 800.000 Jahre wurden elf Interglaziale identifiziert und detailliert beschrieben. Die Dauer dieser Zwischeneiszeiten betrug im Normalfall etwa 10.000 bis 30.000 Jahre, lediglich für den Zeitraum der interglazialen Marinen Isotopenstufe 11c (MIS 11c) werden maximal 40.000 Jahre veranschlagt. In dieser Hinsicht scheint das Holozän eine Sonderstellung einzunehmen. Zwar gilt der seit dem Klimaoptimum des Holozäns herrschende Abkühlungstrend von ca. 0,12 °C pro Jahrtausend als Vorbote und erstes Anzeichen eines nahenden Eiszeitklimas, jedoch kommen verschiedene Studien unter Einbeziehung der sich allmählich verändernden Erdbahnparameter zu dem Ergebnis, dass eine neuerliche Kaltzeit unter normalen Rahmenbedingungen erst in 30.000 bis 50.000 Jahren auftreten wird.
Diese für ein Interglazial ungewöhnlich lange Dauer könnte sich möglicherweise bei einer weiteren Zunahme der anthropogenen CO2-Emissionen auf insgesamt 100.000 Jahre ausdehnen und damit nahezu verdoppeln. Dies würde den Ausfall eines kompletten Eiszeitzyklus aufgrund menschlicher Eingriffe in das Klimasystem bedeuten.

## Ursachen des Eiszeitalters
Als Ursachen für die Abkühlungstendenz seit dem mittleren und verstärkt seit dem späten Eozän kommen vor allem irdische Faktoren in Frage, während die kurzfristigen Klimawechsel im Verlauf eines Kaltzeitzyklus hauptsächlich von den periodischen Veränderungen der Erdbahnparameter und der damit gekoppelten solaren Einstrahlung gesteuert werden.

### Irdische Ursachen
Hauptantrieb für die Abschwächung des Warmklimas im Paläogen und Neogen waren plattentektonische Prozesse wie die Kontinentaldrift in Verbindung mit Gebirgsbildungen (Orogenese) sowie Phasen intensiver Verwitterung mit entsprechend hoher CO2-Reduktion, aber auch pflanzliche Organismen, die durch Fixierung und Ablagerung (Sedimentation) umfangreicher Mengen an Kohlenstoff klimawirksame Effekte ausübten.

#### Ozeanische Strömungssysteme
Die Schließung oder Öffnung von Meeresstraßen hat einen nachhaltigen Einfluss auf die thermohaline Zirkulation und damit auf den globalen Wärmetransport. So entstanden aufgrund der Abspaltung Australiens und später Südamerikas von Antarktika im zeitlichen Umkreis der Eozän-Oligozän-Grenze zwei Meeresstraßen: die Tasmanische Passage und die Drakestraße. Diese tektonischen Prozesse schufen die geographischen und klimatischen Rahmenbedingungen für die Bildung des Antarktischen Eisschilds.
Ein geologisch bedeutendes Ereignis mit weitreichenden klimatischen Auswirkungen war das mehrmalige Austrocknen des Mittelmeers an der Grenze zwischen Miozän und Pliozän vor 6 bis 5 Millionen Jahren. Die wiederholte Schließung der Straße von Gibraltar aufgrund tektonischer Verschiebungen unterbrach den Wasseraustausch zwischen dem Atlantik und dem zwischen Afrika und Eurasien verbliebenen Rest des Tethysmeeres und bewirkte die zeitweilige Umwandlung des mediterranen Beckens in eine Salzwüste (Messinische Salinitätskrise).

#### Bildung von Hochgebirgen
Durch die Kollision kontinentaler Platten setzte ab dem frühen Neogen eine verstärkte Phase der Gebirgsbildung ein. Diese Auffaltungsprozesse, wie etwa die der Alpen, der Rocky Mountains oder des Himalayas, veränderten groß- und kleinräumig die atmosphärischen Strömungsmuster und begünstigten mit dem Transport feuchter Luftmassen auf das Festland die Vergletscherung großer Teile der nördlichen Hemisphäre. Gleichzeitig sind auch die Hochgebirge selbst bevorzugte Regionen der Gletscherentstehung.
Eine Theorie weist dem Hochland von Tibet dabei eine zentrale Rolle zu, da sie eine nahezu vollständige Vergletscherung des Hochlandes postuliert. Über die deutliche Erhöhung der Albedo führte das weltweit zu einer Verstärkung des Abkühlungsprozesses. Die geschlossene Vergletscherung Tibets wird jedoch teilweise abgelehnt. Änderungen der Albedo, in Verbindung mit der Dauer und Ausdehnung der Schneebedeckung des Hochlandes, sind allerdings unstrittig.

#### Azolla-Ereignis
Das Azolla-Ereignis (50/49 mya) markiert das Ende des Eozänen Klimaoptimums und gilt als einer der Wendepunkte in der Klimageschichte des Känozoikums. Der zur Familie der Schwimmfarngewächse zählende Algenfarn (Azolla) kann große Mengen an Stickstoff und Kohlenstoffdioxid speichern und sich unter günstigen Bedingungen massenhaft vermehren. Dieser Fall trat durch eine Verkettung besonderer Umstände ein, als Azolla den damaligen Arktischen Ozean auf einer Fläche von 4 Millionen km² „besiedelte“. Da im Eozän das arktische Meeresbecken vom globalen Kreislauf der thermohalinen Zirkulation abgeschnitten war und deshalb gewissermaßen zum stehenden Gewässer wurde, könnte sich an seiner Oberfläche durch Regen und den Eintrag der Flüsse eine dünne, aber nährstoffreiche Süßwasserschicht gebildet haben, die ein explosives Wachstum von Azolla ermöglichte. Der schwimmende Vegetationsteppich der Algenfarne existierte unter moderaten Klimabedingungen etwa 800.000 Jahre und bewirkte in dieser Zeit durch die Aufnahme großer Mengen Kohlenstoffdioxid und dessen Einbindung in Sedimentationsprozesse eine erste deutliche CO2-Reduktion.

#### Vulkanismus
Obwohl aus dem Neogen und Quartär etwa 40 vulkanische Eruptionen der höchsten Kategorie VEI-8 dokumentiert sind, hatten diese nicht das Potenzial, einen dauerhaften Einfluss auf die Klimaentwicklung auszuüben. Hingegen waren sogenannte Magmatische Großprovinzen (englisch Large Igneous Provinces) mehrfach Ursache für eine gravierende und relativ rasch auftretende globale Erwärmung. Dabei handelte es sich um den großvolumigen Austritt magmatischer Gesteine aus dem Erdmantel, überwiegend in Form von Flutbasalten, die sich im Verlauf von einigen Hunderttausend bis Millionen Jahren mitunter über eine Fläche von Millionen km² ergossen. In Abhängigkeit von Ausmaß und Dauer der vulkanischen Aktivitäten wurden erhebliche klimawirksame Mengen an Kohlenstoffdioxid freigesetzt, gelegentlich unter Mitwirkung des starken Treibhausgases Methan beziehungsweise Methanhydrat aus ozeanischen Lagerstätten.
So soll zum Beispiel das Tropenklima der Mittleren Kreidezeit mit einer lange anhaltenden Superplume-Aktivität im Bereich des westlichen Pazifiks in Verbindung stehen, während das Klimaoptimum des Eozäns eventuell den Einfluss der Nordatlantischen Magmatischen Großprovinz widerspiegelt, deren Aktivitätszyklen an die Entstehung und Ausdehnung des Nordatlantiks gekoppelt waren. Unabhängig davon könnte auch der „normale“ Vulkanismus im Mesozoikum und frühen Känozoikum aktiver gewesen sein als in der jüngeren Erdgeschichte, mit der Folge einer generell höheren atmosphärischen CO2-Konzentration.

### Astronomische Ursachen

#### Erdbahngeometrie
Die regelmäßigen Schwankungen der Erdbahnparameter werden durch wechselseitige Gravitationskräfte im System Sonne, Erde und Mond hervorgerufen, zum Teil unter Mitwirkung der Gasriesen Jupiter und Saturn. Durch diese Einflüsse ändert sich die Form der Erdbahn um die Sonne von leicht exzentrisch bis fast kreisförmig mit einer Periode von etwa 100.000 beziehungsweise 405.000 Jahren, die Neigung der Erdachse zur Umlaufbahn ungefähr in einem 41.000-Jahre-Zyklus (Schiefe der Ekliptik), während die Tag-und-Nacht-Gleiche auf der elliptischen Umlaufbahn nach etwa 25.780 Jahren wieder dieselbe Position auf der Ellipse einnimmt (Präzession).
Wie neuere Untersuchungen belegen, sind die Erdbahnparameter über die Dauer geologischer Zeiträume in einen stabilen Zeitrahmen eingebunden und offenbar keinen Änderungen unterworfen. So konnte der Großzyklus mit 405.000 Jahren bis in die Obertrias vor etwa 215 Millionen Jahren zurückverfolgt und anhand von Umpolungsereignissen des irdischen Magnetfelds chronologisch eingeordnet werden.
Angeregt durch den Meteorologen und Geographen Wladimir Peter Köppen formulierte Milutin Milanković 1941 in seiner Arbeit „Der Kanon der Erdbestrahlung und seine Anwendung auf das Eiszeitproblem“ im Hinblick auf die jüngere Erdgeschichte die inzwischen belegte Annahme, dass eine Kaltzeit immer dann auftritt, wenn die Intensität der Sommersonneneinstrahlung in hohen nördlichen Breiten abnimmt. Kühle Sommer sind demnach für den Eisaufbau entscheidender als kalte Winter.
| Erdbahnparameter                         | Zyklusdauer                      | Schwankungsbreite                                           | Gegenwärtiger Status                                                                                 |
| ---------------------------------------- | -------------------------------- | ----------------------------------------------------------- | --- |
| Präzession der Erdrotationsachse         | ca. 025.780 Jahre                | 360° (Vollkreis) innerhalb eines kompletten Zyklus          | Entwicklung zur prägnanteren Ausbildung der Jahreszeiten auf der Nordhemisphäre mit längeren Wintern |
| Neigungswinkel der Erdachse zur Ekliptik | ca. 041.000 Jahre                | zwischen 22,1° und 24,5°                                    | 23,43° (mit Tendenz zum Minimum)                                                                     |
| Exzentrizität der Erdumlaufbahn          | ca. 100.000 bzw. 405.000 Jahre1) | von 0,0006 (fast kreisförmig) bis 0,058 (leicht elliptisch) | 0,016 (mit Tendenz zur kreisförmigen Umlaufbahn)                                                     |

Maximaler und minimaler Neigungsbereich der Erdachse

Der relativ schwache Einfluss der Milanković-Zyklen war der Anstoß für den Wechsel der Warm- und Kaltzeiten während des Quartären Eiszeitalters, dessen Wirkung jedoch durch mehrere Rückkopplungsfaktoren verstärkt wurde. So spielte beispielsweise die atmosphärische CO2-Konzentration eine wesentliche Rolle, die mit den Klimaänderungen eng verknüpft war, wie Analysen von Eisbohrkernen der Antarktis und Grönlands über die letzten 800.000 Jahre belegen. Danach soll die Konzentrationsabnahme des Treibhausgases Kohlenstoffdioxid (zusammen mit Methan und Distickstoffoxid) für etwa ein Drittel der Temperaturschwankungen zwischen Warm- und Kaltzeit stehen, nach einer anderen Veröffentlichung sogar für die Hälfte. Ebenfalls von Bedeutung waren positive Feedbackprozesse wie die Eis-Albedo-Rückkopplung, die Vegetationsbedeckung und die Variabilität des Wasserdampfgehaltes in der Atmosphäre.

#### Aktivitätszyklen der Sonne
In der letzten Kaltzeit gab es zwei Dutzend prägnante Klima-Umschwünge, bei denen innerhalb nur eines Jahrzehnts die Lufttemperatur im Nordatlantikraum um zehn bis zwölf Grad Celsius anstieg. Diese Dansgaard-Oeschger-Ereignisse traten meistens alle 1470 Jahre auf. Deren Periodizität wird mit der zyklischen Übereinstimmung von zwei bekannten Aktivitätsphasen der Sonne von 87 und 210 Jahren zu erklären versucht. Nach 1470 Jahren ist der 210er-Zyklus siebenmal und der 86,5er-Zyklus siebzehnmal abgelaufen. In der Warmzeit des Holozäns traten Dansgaard-Oeschger-Ereignisse nicht mehr auf, da die schwach ausgeprägte Fluktuation der Sonneneinstrahlung die stabilen Atlantikströmungen der letzten 10.000 Jahre nicht mehr überlagern konnte.

## Gliederung und Nomenklatur

### Probleme der Gliederung
Ursprünglich wurde die Gliederung des aktuellen Eiszeitalters auf der Grundlage terrestrischer (festländischer) Ablagerungen vorgenommen. Man unterschied die einzelnen, übereinander vorkommenden Ablagerungen der verschiedenen Kalt- und Warmzeiten. Probleme traten und treten jedoch mit dem Vergleich und der Korrelation der eiszeitlichen Ablagerungen über weite Entfernungen auf. So ist es zum Beispiel bis heute nicht gesichert, ob die Ablagerungen der Saaleeiszeit in Norddeutschland und die der Rißeiszeit im Alpenvorland gleichzeitig entstanden. Aus diesem Grunde hat jede Region auf der Erde eine eigene quartärstratigraphische Gliederung erhalten.
Die zahlreichen lokalen Gliederungen mit ihren Eigennamen, die selbst von Fachleuten kaum übersehen werden können, wirken auf Laien oft verwirrend. So wird der jüngste kaltzeitliche Eisvorstoß mit seinem Höhepunkt vor etwas mehr als 20.000 Jahren im nördlichen Mitteleuropa als Weichsel-, im nördlichen Alpenraum als Würm-, in Nordrussland als Waldai-, auf den Britischen Inseln als Devensian-, in Nordamerika als Wisconsineiszeit bezeichnet. Auch für ältere Kalt- und Warmzeiten existiert eine Fülle von Lokalnamen.
Eine Schwierigkeit bei der Analyse eiszeitlicher Ablagerungen auf dem Festland besteht darin, dass keine kontinuierliche Schichtung vorliegt. Vielmehr folgten auf Phasen schneller Sedimentation (wie bei Gletschervorstößen) Phasen ohne Sedimentation oder sogar Abtragungsereignisse. So ist in Norddeutschland kein Ort bekannt, an dem alle Geschiebemergel der drei großen Vereisungsphasen zusammen mit den Ablagerungen der verschiedenen Warmzeiten übereinander vorkommen. Die Korrelation muss auch hier über große Entfernungen erfolgen und kann Fehler aufweisen.

### Internationale Gliederungen
Die international anerkannte Gliederung des Eiszeitalters beruht auf der Analyse von Meeresablagerungen. Diese haben den Vorteil, dass sie sich an günstigen Stellen kontinuierlich absetzen und sowohl die warm- als auch die kaltzeitlichen Schichtungen umfassen.

#### Marine Sauerstoff-Isotopen-Stratigraphie

Rekonstruktion des mittleren Temperaturverlaufs während der letzten 5 Millionen Jahre

Wichtigstes Hilfsmittel bei der Gliederung des Eiszeitalters ist das Verhältnis der stabilen Isotope des Sauerstoffs 16O und 18O in kalkschaligen Mikroorganismen (Foraminiferen). Da das leichtere Isotop 16O im Vergleich zum schwereren 18O bei der Verdunstung angereichert wird, kommt es zu einer isotopischen Fraktionierung des Sauerstoffs. Aufgrund der Speicherung des leichten Isotops 16O in den kontinentalen Eismassen während der Kaltzeiten ist der Ozean in dieser Zeit isotopisch schwerer (Eiseffekt). Hieraus wurde eine Stratigraphie für marine Sedimente entwickelt, die Marine Sauerstoff-Isotopen-Stratigraphie.
Das komplette Eiszeitalter wird in 103 Isotopenstadien untergliedert. Ungerade Zahlen werden den Warmzeiten zugeordnet (Interglaziale) und gerade den Kaltzeiten (Glaziale). Die gegenwärtige Warmzeit wird demzufolge als Marines Sauerstoff-Isotopenstadium 1 bezeichnet (international Marine Isotope Stage 1 beziehungsweise MIS 1), der Höhepunkt der letzten Kaltzeit als MIS 2. Da nach der Etablierung dieses Systems weitere Isotopenschwankungen hinzukamen, werden zusätzliche Stufen durch das Anhängen eines Buchstabens definiert, zum Beispiel MIS 5e für die Eem-Warmzeit.

#### Magnetostratigraphie
Die Magnetostratigraphie ist eine Teildisziplin des Paläomagnetismus beziehungsweise der Stratigraphie. Ihre Aufgabe besteht darin, die regelmäßig auftretenden Polaritätswechsel („normal“ und „revers“) des Erdmagnetfeldes zu analysieren und auf dieser Grundlage eine relative Altersdatierung dieser Ereignisse vorzunehmen. Vor etwa 2.580.000 und 780.000 Jahren konnten deutliche Umpolungen des Magnetfeldes festgestellt werden („Umpolung“ ist nicht wörtlich zu verstehen, sondern als langsames Abnehmen des Magnetfeldes und seinen Aufbau in anderer Polung). Weiterhin gab es im Verlauf verschiedener erdgeschichtlicher Epochen kurze Umpolungsphasen, wie zum Beispiel im Altpleistozän vor 1,77 Millionen Jahren. Findet man Spuren davon, etwa durch die Ausrichtung magnetischer Minerale in eiszeitlichen Ablagerungen, können die Ablagerungen datiert werden. Diese Methode ist sowohl für festländische als auch für Meeresablagerungen geeignet. Deshalb ist eine von vielen Wissenschaftlern anerkannte Grenze des Eiszeitalters gegen das Pliozän die große Umpolung des Erdmagnetfeldes vor 2,58 Millionen Jahren, die gut mit dem ersten Auftreten von Vergletscherungen auf der Nordhalbkugel übereinstimmt.

### Gliederung in Mitteleuropa

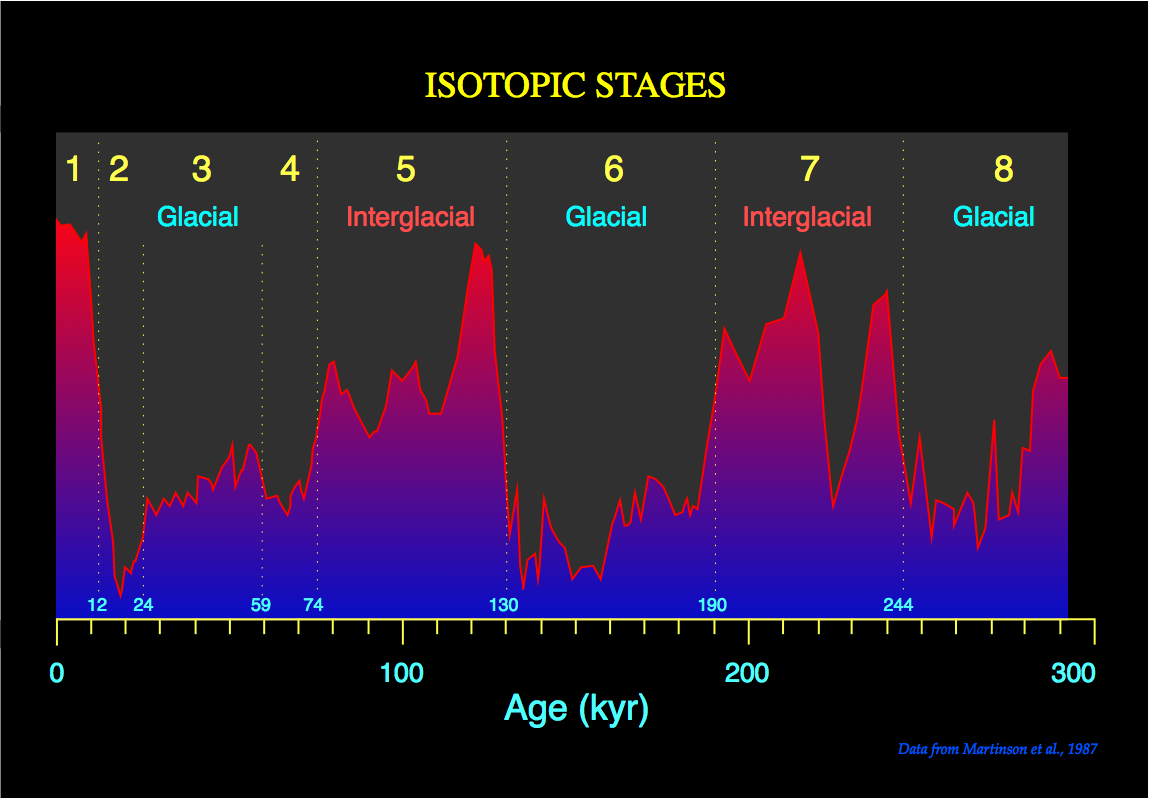
Sauerstoff-Isotopendaten der letzten 300.000 Jahre nach Martinson et al.

In Mitteleuropa werden die Kaltzeiten nach Flüssen benannt, die im Allgemeinen die weiteste Ausdehnung der jeweiligen Eisschilde angeben. In Süddeutschland ging die Vereisung von den Alpengletschern aus, in Norddeutschland kam das Eis aus dem skandinavischen Raum. Es ist, mit Ausnahme der jüngsten Kaltzeit nicht gesichert, ob die Vergletscherungen im Alpenraum und in Norddeutschland wirklich synchron abliefen. Daher können die angeführten Werte mit weiterer Forschung durchaus verändert werden.
| Alpenraum (Namensgeber)    | Norddeutschland (Namensgeber)  | Zeitraum (Tsd. Jahre vor heute)  | Marine Sauerstoff-Isotopenstufe (MIS) |
| -------------------------- | ------------------------------ | -------------------------------- | ------------------------------------- |
| -                          | Brüggen-Kaltzeit (Brüggen)     | ca. 2200                         | ?                                     |
| Biber-Kaltzeit (Biberbach) | -                              | ca. 1900–1800 oder ca. 1500–1300 | MIS 68–66, oder MIS 50–40             |
| -                          | Eburon-Kaltzeit (Eburonen)     | ca. 1400                         | ?                                     |
| Donau-Kaltzeit (Donau)     | -                              | ca. 1000–950                     | MIS 28–26                             |
| -                          | Menap-Kaltzeit (Menapier)      | 990–800                          | ?                                     |
| Günz-Kaltzeit (Günz)       | Elbe-Kaltzeit (Elbe)           | 800–600                          | MIS 20–16                             |
| Mindel-Kaltzeit (Mindel)   | -                              | 475–370                          | MIS 12                                |
| -                          | Elster-Kaltzeit (Weiße Elster) | 400–320                          | MIS 10                                |
| Riß-Kaltzeit (Riß)         | Saale-Kaltzeit (Saale)         | 350–120 (Riß), 300–130 (Saale)   | MIS 10–6 (Riß), MIS 8–6 (Saale)       |
| Würm-Kaltzeit (Würm)       | Weichsel-Kaltzeit (Weichsel)   | 115–10                           | MIS 4–2                               |

## Auswirkungen auf die Erde

### Vergletscherungen

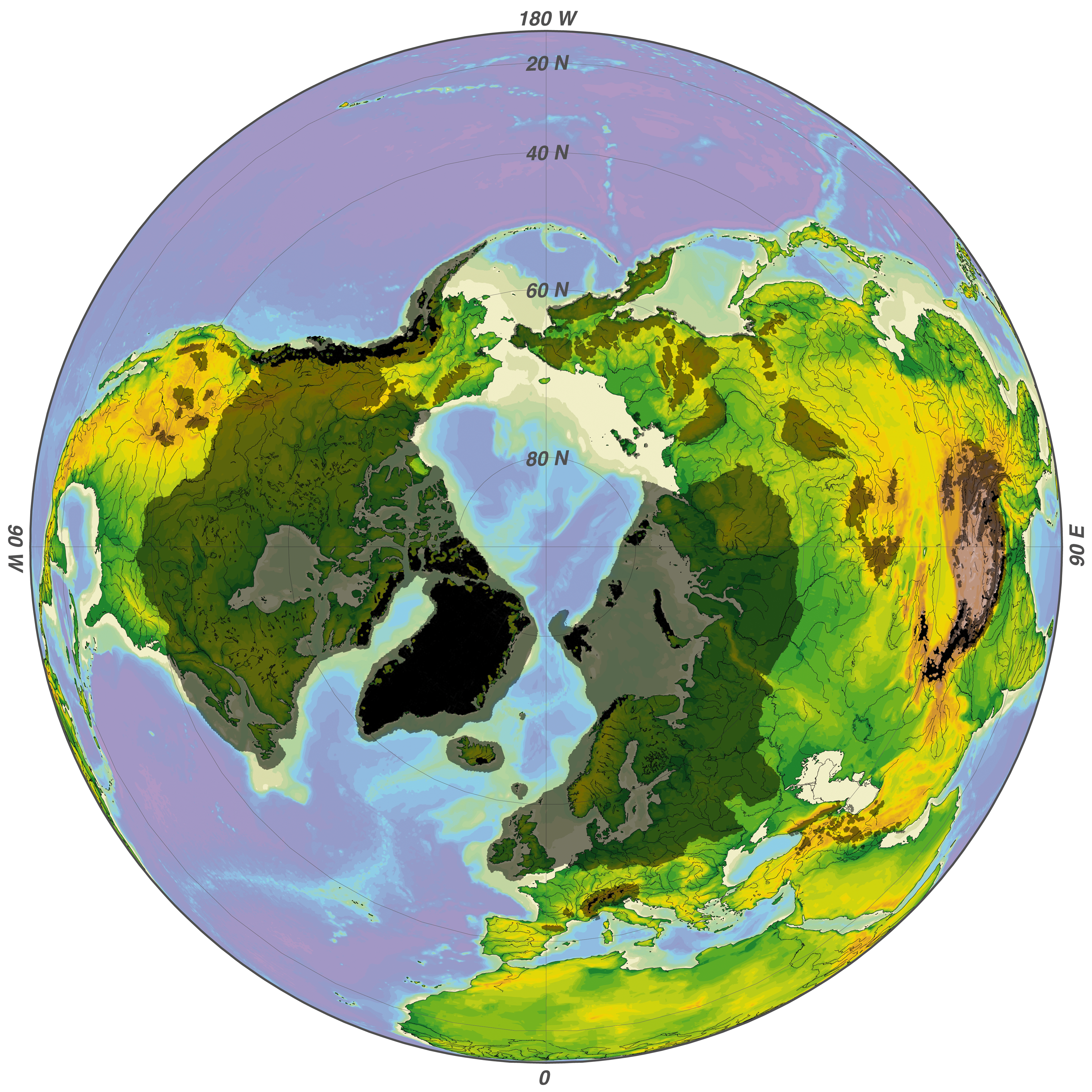
Minimale (Warmzeit, schwarz) und maximale (Kaltzeit, grau) Vereisung der Nordhemisphäre

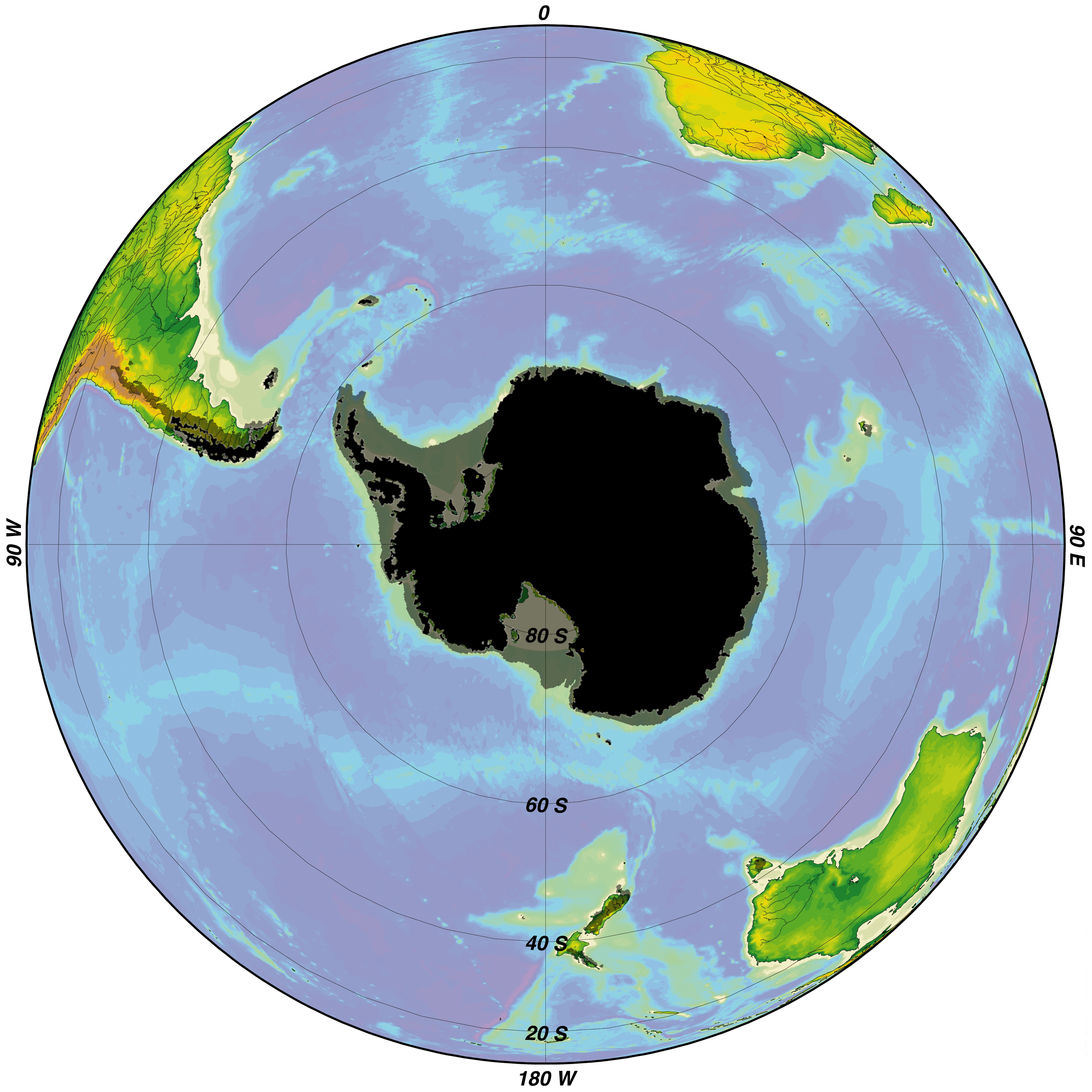
Minimale (Warmzeit, schwarz) und maximale (Kaltzeit, grau) Vereisung der Südhemisphäre

Während der Kaltzeiten des aktuellen Eiszeitalters nahmen die Inlandeisschilde und die Gebirgsgletscher erheblich an Umfang und Volumen zu und bedeckten schließlich etwa 32 Prozent des Festlands. Vor allem auf der Nordhalbkugel der Erde waren große Teile Europas, Asiens und Nordamerikas vergletschert. Viele Vereisungsspuren (zum Beispiel Trogtäler, Moränen, Gletscherschliffe, die Glaziale Serie) haben sich dort bis heute erhalten. Gegenwärtig sind nur etwa 10 Prozent der Kontinentalfläche von Gletschern bedeckt.
Die Veränderung des Antarktischen Eisschilds war während der Quartären Kaltzeit im Vergleich zur Arktis weniger auffällig. Ein Grund dafür dürfte sein, dass die Eisbildung auf dem Land und flachen Schelfen der Nordhemisphäre effektiver abläuft als in zirkumantarktischen Ozeangebieten. Zudem ist die Antarktis auch heute noch nahezu vollständig vergletschert. Eine Vergrößerung der Eisbedeckung war also dort nur begrenzt möglich.
Während in der letzten Stufe des Pleistozäns, dem Kälteeinbruch der Jüngeren Dryaszeit, ein starkes Gletscherwachstum einsetzte, verzeichnete das aktuelle Interglazial (Holozän) einen deutlichen Rückgang bis hin zum Verschwinden einiger Gletscher. Dies gilt vor allem für die Zeit des Holozänen Klimaoptimums vor ungefähr 7.000 Jahren und betraf viele Gletscher in Island und wahrscheinlich einige auf der skandinavischen Halbinsel. In den Alpen dürften in dieser Epoche die meisten Gletscher kleiner als gegen Ende des 20. Jahrhunderts gewesen sein. Dass die heutigen Gletscher in den Alpen oder in Skandinavien Reste der letzten Vereisung sind, wird vielfach angenommen, trifft aber für die meisten nicht zu, da ihr Alter höchstens 6.000 Jahre beträgt. Viele Gletscher erreichten ihre größte Ausdehnung vor einigen hundert Jahren während der Kleinen Eiszeit.

### Meeresspiegel
Durch die Bildung kontinentaler Eismassen wurde den Meeren massiv Wasser entzogen. Während des Höhepunkts des jüngsten Eiszeitalters lag der Meeresspiegel um 120 bis 130 m tiefer als heute. Dadurch entstanden zahlreiche Landbrücken. Schelfmeere wie die Nordsee fielen großflächig trocken. Große Bedeutung erlangte die Landbrücke über die heutige Beringstraße, die Nordasien mit Nordamerika verband (siehe →Beringia). Der Austausch zahlreicher Tier- und Pflanzenarten sowie die menschliche Besiedlung des amerikanischen Kontinents erfolgte über oder entlang dieser Landbrücke.

### Klima und Atmosphäre
Global betrachtet traten während der Kaltzeiten auf Grund der gesunkenen Temperaturen signifikant weniger Niederschläge als während der Warmzeiten auf. Die Niederschlagsänderungen während der Kaltzeiten fielen regional und zonal jedoch sehr unterschiedlich aus. Während es in den hohen und mittleren Breiten eher trockener wurde, herrschten in den Subtropen weitgehend feuchte (humide) Umweltbedingungen. Die randtropischen Wüsten waren auch zu dieser Zeit extrem trocken, während die Ausdehnung der feuchten Tropen zu dieser Zeit deutlich eingeschränkt war. Das verfügbare Wasserangebot in den hohen und den mittleren Breiten war aber während der Eiszeiten zum Teil höher als heute, da durch das niedrige Temperaturniveau und die reduzierten Waldflächen die Verdunstungsraten erheblich geringer ausfielen.
Das Letzte Glaziale Maximum (LGM) war vor etwa 21.000 Jahren. Die globale Durchschnittstemperatur lag damals im Vergleich zur vorindustriellen Epoche um etwa 6 K niedriger. Gaseinschlüsse in polarem Eis geben darüber Aufschluss, dass die atmosphärische Konzentration der Treibhausgase Kohlenstoffdioxid (CO2) nur 70 Prozent und Methan (CH4) nur 50 Prozent des vorindustriellen Wertes betrug (CO2 im LGM: 200 ppmv, vorindustriell: 288 ppmv, heute (2019): 412 ppmv; CH4 im LGM: 350 ppbv, vorindustriell: 750 ppbv, heute: fast 1.900 ppbv).
Während der Endphasen der einzelnen Kaltzeiten waren es wahrscheinlich Veränderungen der Erdbahnparameter und, daraus resultierend, der Sonneneinstrahlung (Milanković-Zyklen), die als „Schrittmacher“ den Impuls für Klimaänderungen auslösten. Es kam zu einem nahezu gleichlaufenden Anstieg der Konzentrationen der Treibhausgase Methan und CO2 – letzteres wurde wahrscheinlich aus der Tiefsee des Südlichen Ozeans freigesetzt – und der Temperaturen. Zumindest nach dem letzten glazialen Maximum folgte dabei der globale Temperaturanstieg dem der CO2-Konzentrationen. Die sich ändernden Treibhausgaskonzentrationen und Albedoänderungen verstärkten in einem Rückkopplungsprozess die Klimaänderungen, bis sich schließlich Gleichgewichtszustände einstellten.
Der Temperaturanstieg nach dem LGM verlief nicht gleichmäßig: In der Antarktis erfolgte er früher, wahrscheinlich durch ozeanische Strömungssysteme vermittelte Fernwirkungen ließen dann später die nordhemisphärischen Temperaturen steigen. Der aus Eisbohrkernen rekonstruierte Anstieg der CO2-Konzentrationen erfolgte dabei vor der Temperaturzunahme im Norden, aber später als die antarktische Erwärmung. Die zeitlichen Differenzen sind aufgrund unterschiedlicher Datierungsmethoden und Eisbildungsraten am Entnahmeort der Bohrkerne nicht exakt zu bestimmen, sie reichen von nahezu synchron bis hin zu mehreren hundert Jahren.

### Lebenswelt

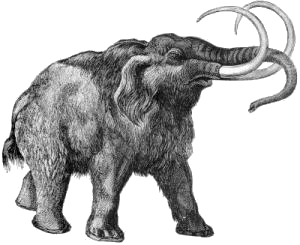
Das Wollhaarmammut (Mammuthus primigenius) als Vertreter der Megafauna während der letzten Kaltzeit auf der Nordhalbkugel

Die Klimaschwankungen des Känozoischen Eiszeitalters haben erhebliche Auswirkungen auf die Fauna und Flora. Mit den Abkühlungen und Wiedererwärmungen wurden und werden die dem entsprechenden Klima angepassten Lebewesen zu einer Verlagerung ihrer Lebensräume gezwungen. Zahlreiche Tier- und Pflanzenarten konnten deshalb große Räume nicht wieder besiedeln oder starben ganz aus. Dieser Effekt ist in Afrika und Europa, wo das Mittelmeer und die von Ost nach West verlaufenden Gebirgszüge Hindernisse für die Wanderung der Arten darstellten, deutlich größer als in Nordamerika und Ostasien.
Charakteristisch für die glazial geprägten Biotope waren unter anderem Mammuts, Mastodonten, Saigas, Säbelzahnkatzen, Höhlenlöwen und Höhlenbären. Diese Vertreter der eiszeitlichen Megafauna verschwanden mit Ausnahme von Afrika und dem südlichen Asien vollständig im Zuge der Quartären Aussterbewelle, die ihren Höhepunkt im Umkreis der Pleistozän-Holozän-Grenze erreichte. Auch lebten Homo heidelbergensis, der aus ihm hervorgegangene Neandertaler und der anatomisch moderne Mensch (Homo sapiens) während der Kaltzeiten dieses Eiszeitalters in Europa.